# Heinrich Spoerry

Heinrich Spoerry-Jacob, 1869–1907

Heinrich Spoerry (Heinrich Spoerry-Jacob; * 11. September 1869 in Flums; † 16. August 1907 am Matterhorn) war ein schweizerischer Industrieller und Bergsteiger.

## Leben
Heinrich Spoerry wurde als Sohn von Katharina Streiff (1844–1905) und Johannes Spoerry (1828–1905) geboren. Zusammen mit seinen Eltern, seinem Bruder Peter Spoerry und seiner Schwester Ida Spoerry verbrachte er eine unbeschwerte Jugendzeit und absolvierte auch die ersten zwei Schuljahre in seinem Geburtsort. Später besuchte er das Knabeninstitut Breidenstein in Grenchen, wo er sich aber nie richtig wohl fühlte. Deshalb wurde er anschließend zu Hause, zusammen mit seinen Geschwistern, von Privatlehrern unterrichtet. An der Industrieschule in Zürich absolvierte er die Matura und wurde, entgegen seinem Wunsch Chemie zu studieren, im Familienbetrieb zum Kaufmann ausgebildet. Bald leitete er die Buchhaltung und die Korrespondenz des Unternehmens.
Mit der Zeit packte Heinrich Spoerry die Reiselust, so reiste er unter anderem nach St. Louis (Missouri) und nach Alexandria (Ägypten), wo er jeweils in einer Baumwollfabrik tätig war. Am 14. April 1896 heiratete er Doris Jacob aus St. Gallen. Aus dieser Verbindung stammen die zwei Kinder Heinrich Spoerry jun. und Doris Spoerry. 1898 gründete Heinrich Spoerry zusätzlich zur bereits bestehenden Baumwollfabrik eine Kalziumkarbid-Fabrik in Flums.
Heinrich Spoerry wurde 1898 zum Hauptmann der Artillerie befördert und hätte am 18. August 1907 zum Obersten befördert werden sollen. Er wäre dann Abteilungskommandant des Artillerie-Regiments neun (Art Reg IX) geworden.
Im Alter von zwanzig Jahren bestieg Heinrich Spoerry den Popocatépetl in Mexiko. 1905 trat er dem Akademischen Alpen-Club Zürich (AACB) bei und 1903 zeigte er den Kameraden von der Sektion Piz Sol des Schweizer Alpen-Clubs (SAC) ein paar Skier. 1903 liess er die Spitzmeilenhütte im Flumserberg innerhalb von drei Monaten erstellen. Diese verkaufte er dann dem SAC. Um dem Spott seiner Mitbürger zu entgehen, fuhren er und seine Freunde nur in Mondscheinnächten an abgelegenen Orten Ski. Trotzdem kann er als Gründer des Skisports in den Flumserbergen gelten. Auf seinen Bergtouren und Wanderungen nahm er auch oft seine Fotoausrüstung mit; viele Aufnahmen von der Natur- und Bergwelt zeugen von seinem Talent.

## Tod
Am 13. August 1907 bestieg Heinrich Spoerry zusammen mit Karl Imfeld und seinem besten Freund Robert Helbling den Pollux bei Zermatt, um damit für die Besteigung des Matterhorns zu trainieren. Zwei Tage später, am 15. August 1907, brachen die drei morgens früh um sechs Uhr auf, um diesen Berg zu bezwingen. Als die drei Bergsteiger etwa eine halbe Stunde vom Gipfel des Matterhorns entfernt waren, zog ein heftiges Gewitter mit Hagel und Schnee auf. Sie kauerten sich zusammen und warteten auf Wetterbesserung. Dabei wurde jeder von ihnen durch mehrere Blitzschläge getroffen. Heinrich Spoerry wurde am stärksten verletzt und verlor die Besinnung. Obwohl sich das Wetter gegen Mitternacht beruhigte, konnte Robert Helbling nur noch seinen Tod feststellen.
Robert Helbling überstand als Einziger dieses Unglück ohne grössere Verletzungen, bei Karl Imfeld war ein Fuss verstümmelt. 1910, drei Jahre nach dem Tod von Heinrich Spoerry, heiratete Robert Helbling dessen Witwe Doris und wurde deren Kindern ein Vater.

## Soziale Verantwortung
Heinrich Spoerry gehörte zu seiner Zeit zu den reichsten Männern des Sarganserlandes. Trotzdem besass er ein grosses Verantwortungsgefühl seinen Arbeitern gegenüber. Bereits 1890 führte er in seinen Fabriken eine Pensions- und Unterstützungskasse ein, 1912 wurde eine Krankenversicherung ins Leben gerufen. Zwischen 1890 und 1903 erbaute die Firma Spoerry eine Arbeitersiedlung im Flumser Neudorf und richtete in der Karbidfabrik einen Esssaal und eine Badeanstalt ein. Zu Beginn des Zweiten Weltkrieges entschloss sich die Firma dazu, allen Mitarbeitern, welche zum Militär- und Hilfsdienst aufgeboten wurden, den vollen Lohn zu bezahlen.
| Personendaten    | Personendaten                                 |
| ---------------- | --------------------------------------------- |
| NAME             | Spoerry, Heinrich                             |
| ALTERNATIVNAMEN  | Spoerry-Jacob, Heinrich                       |
| KURZBESCHREIBUNG | schweizerischer Industrieller und Bergsteiger |
| GEBURTSDATUM     | 11. September 1869                            |
| GEBURTSORT       | Flums                                         |
| STERBEDATUM      | 16. August 1907                               |
| STERBEORT        | Matterhorn                                    |